# Xyrichtys incandescens
Xyrichtys incandescens là một loài cá biển thuộc chi Xyrichtys trong họ Cá bàng chài. Loài này được mô tả lần đầu tiên vào năm 1981.

## Từ nguyên
Từ định danh incandescens trong tiếng Latinh có nghĩa là "phát sáng", hàm ý đề cập đến vùng màu đỏ tươi trên cơ thể cá đực.

## Phạm vi phân bố và môi trường sống
X. incandescens có phạm vi phân bố giới hạn ở Tây Nam Đại Tây Dương. Đây là một loài đặc hữu của vùng bờ biển phía đông bắc Brasil, bao gồm cả đảo san hô Rocas và Fernando de Noronha ngoài khơi.
X. incandescens sống gần các rạn san hô ở độ sâu khoảng từ 7 đến 42 m.

## Sinh thái và hành vi
X. incandescens được quan sát là hợp thành một nhóm khoảng 30 đến 40 cá thể. Loài này được đánh bắt để phục vụ mục đích buôn bán cá cảnh.